# 金银复本位

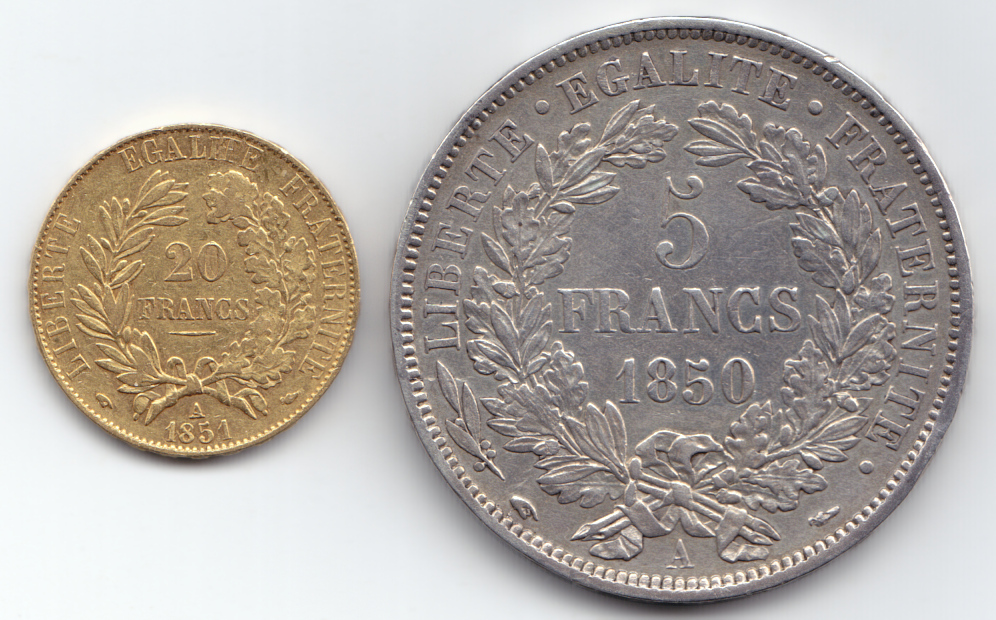
金幣20法郎，銀幣5法郎，法蘭西第二共和國時期。 重量6.41克、24.94克，金銀比例為1：15.5。

金银复本位制（gold and silver bimetalism）本位制的一种，英、美、法等国曾在18～19世纪长期采用。在这种制度之下，黄金与白银同时作为本位币的制作材料，金币与银币都具有无限法偿的能力，都可以自由铸造、流通、输出与输入。金币和银币可以自由兑换。这一制度的出现弥补了黄金产量不能满足市场需求的问题。由于市场上金价与银价都在不断波动，为了解决金币与银币之间的兑换问题，狭义的金银复本位制又可以分为两种：「平行本位制」与「双本位制」；另一种「跛行本位制」事实上不能算作纯粹的金银复本位制（下詳）。

## 三种金银复本位制
- 平行本位制，如同平行二字在数学上的意义，金币银币按自己的价值流通互不干扰，国家不规定两种货币之间的比价。中国汉武帝时代，金質钱币与银锡合金鑄成的钱币同时在市场上流通就可以视作是一种早期的平行本位制。近代，英国曾于1663年发行金币时实行这种制度，当时英国的基尼金币与先令银币同时在市场上流通。
- 双本位制，在平行本位制之下，一件商品同时拥有金币价格和银币价格，而金币价格与银币价格之间又会发生波动，这样极其不利于社会发展的需要。在这种形势之下，便诞生了双本位制。双本位制中，金币与银币之间的比价由政府通过立法的形式确立。比如1717年英国立法规定1个基尼金币等同于21个先令银币等值，即金银间价格比为15.2∶1。1792年，美国颁布铸币法案，采用双本位制，一美元折合371.25格令（24.057克）纯银或24.75格令（1.6038克）纯金。
- 跛行本位制，随着19世纪70年代世界银价暴跌时的劣币驱逐良币现象的出现，资本主义国家开始实行跛行本位制。在该制度下，虽然金币与银币在法律上拥有同样的地位，但是银币事实上被禁止自由铸造。美国、法国、比利时、瑞士、意大利等都曾实行过这一制度。可以说是金银复本位制向金本位制的过渡。

## 優點與缺點
金銀複本位制的優點與缺點，可謂皆集中在「複」字之上。
- 優點：

1. 由於是複本位，貨幣材料來源既可以是白銀也可以是黃金，來源充足。
2. 當需要進行大額交易是可以使用黃金，小額交易則使用白銀，靈活方便。
3. 兩種幣材之間可以相互補充。
4. 更加方便與其他貨幣之間匯率的穩定，既能同發達資本主義國家之間進行金幣貿易，又能同殖民地國家進行銀幣交易。

- 缺點：最嚴重的缺點在於使用雙本位制時會出現劣幣驅逐良幣現象。

由於金幣和銀幣間的比率是由政府通過法律形式定下的，所以比較穩定。然而市場上的金銀之間的相對價格卻經常波動，例如當黃金實際價值增大時，人們就會將手中價值較大的金幣（「良幣」）融化成黃金，再將這些黃金換成銀幣（「劣幣」）來使用。舉例來說：假設法律規定金銀幣比價為1：10，而此時市場上同等質量的金銀價格之比為1：20。那麼1塊金幣融化成黃金後就能賣到20個銀幣——相當於原價的兩倍。經過這樣的一次交換，人們就能獲得比直接用金幣兌換銀幣更多的銀幣。有的時候，人們甚至會重復這樣的過程多次：還以上面的假設為例，如果再用這20個銀幣按法定比率換回兩個金幣，再重復一次上述過程便能得到40個銀幣。以上是黃金價值大的情況，反之，當白銀實際價值上漲時，也會發生相仿的情況。所以，當實行雙本位制時，市場上的良幣很快會被人們融化而退出流通，劣幣則會充斥著市場並嚴重擾亂市場秩序。